# Agama agama
Agama agama là một loài thằn lằn trong họ Agamidae. Loài này được Linnaeus mô tả khoa học đầu tiên năm 1758.
Loài này phân bố ở phần lớn châu Phi cận Sahara. Tổng chiều dài dao động 13–30 cm. Chúng thường có thể được nhìn thấy trong thời điểm nóng trong ngày. Trong mùa sinh sản, những con đực có các mảng màu nổi bật, đầu và cổ và đuôi chuyển màu cam sáng, và cơ thể màu xanh đậm. Ngoài mùa sinh sản, con đực có màu nâu.

## Hình ảnh

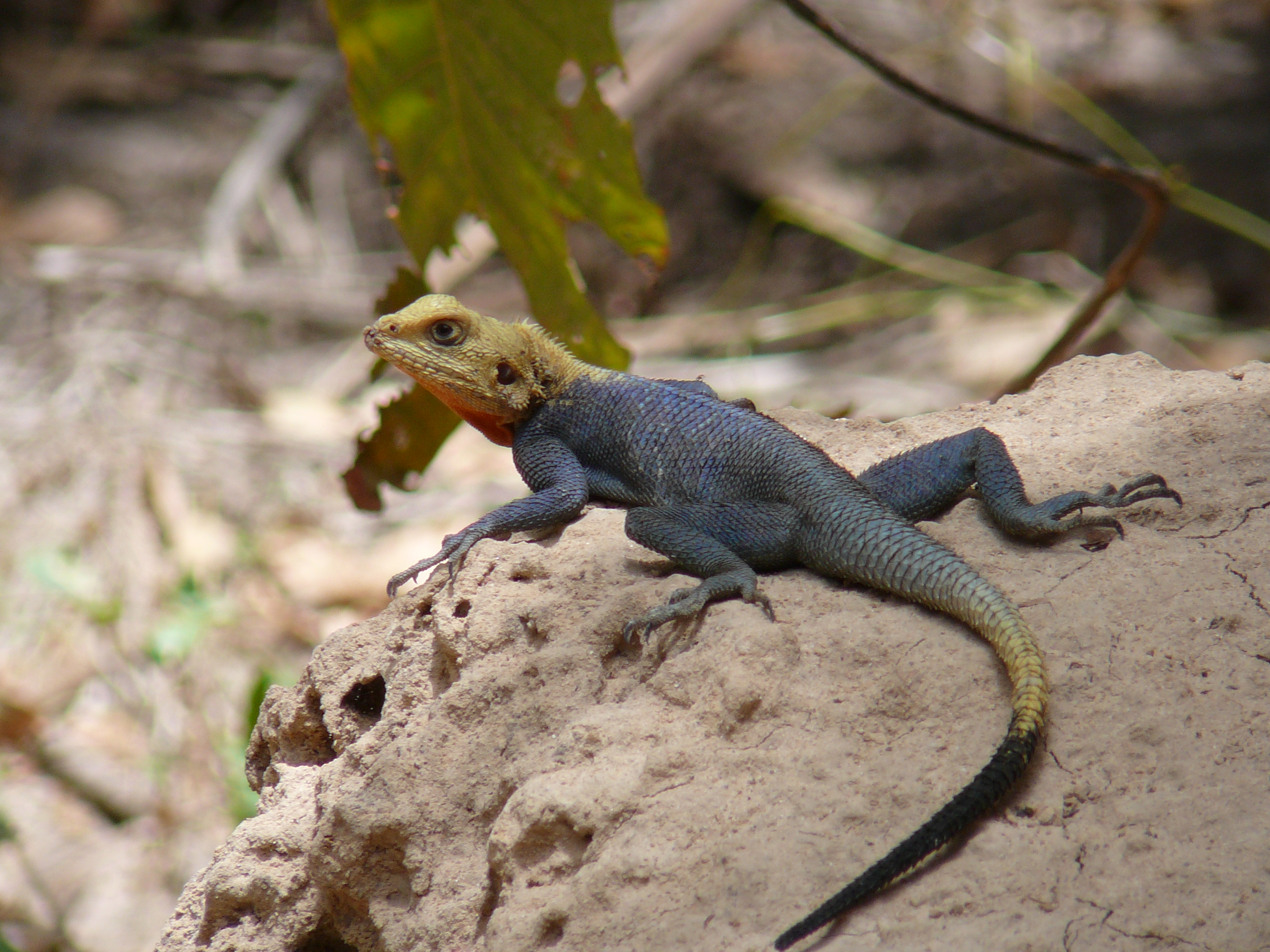
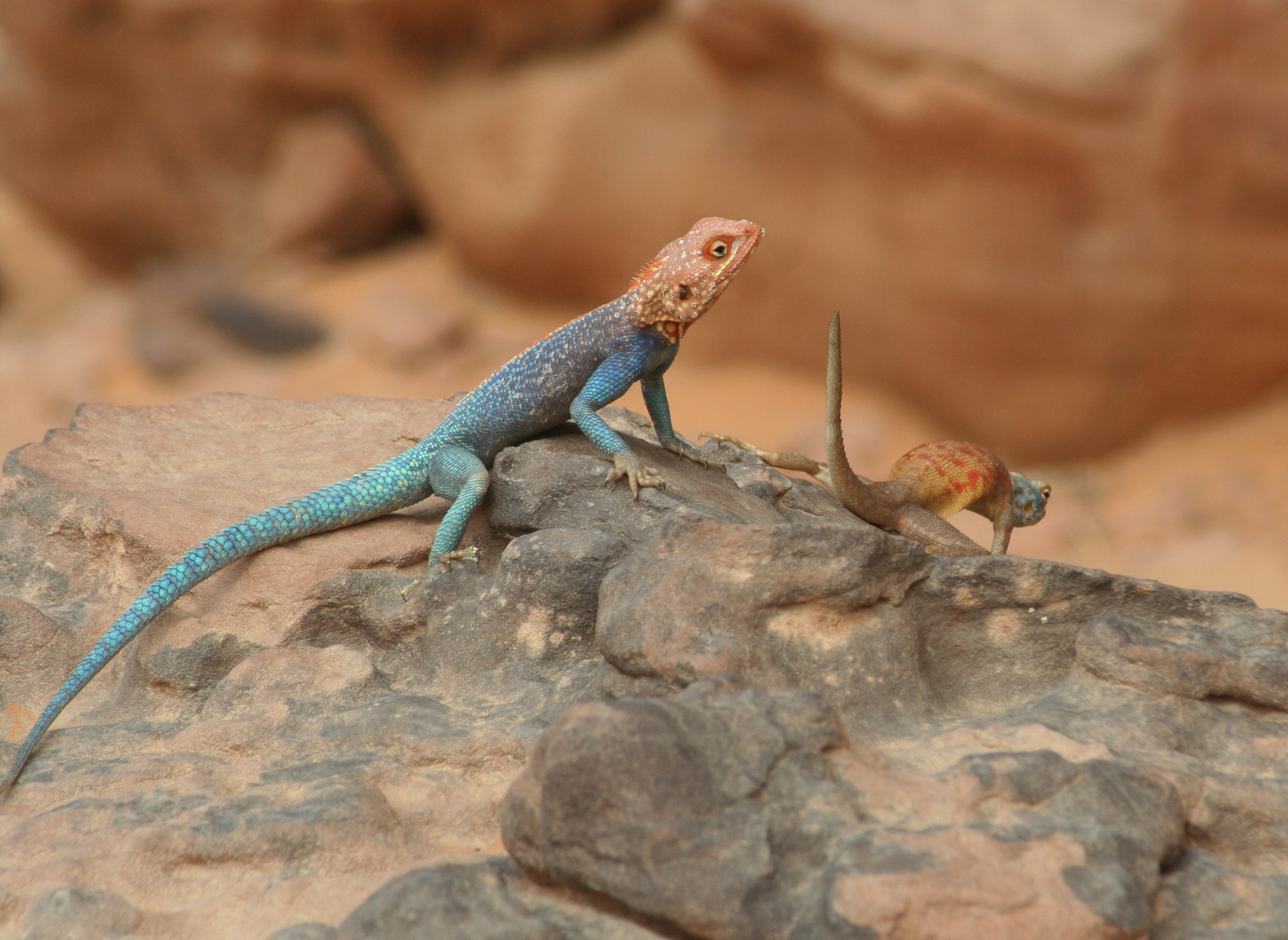
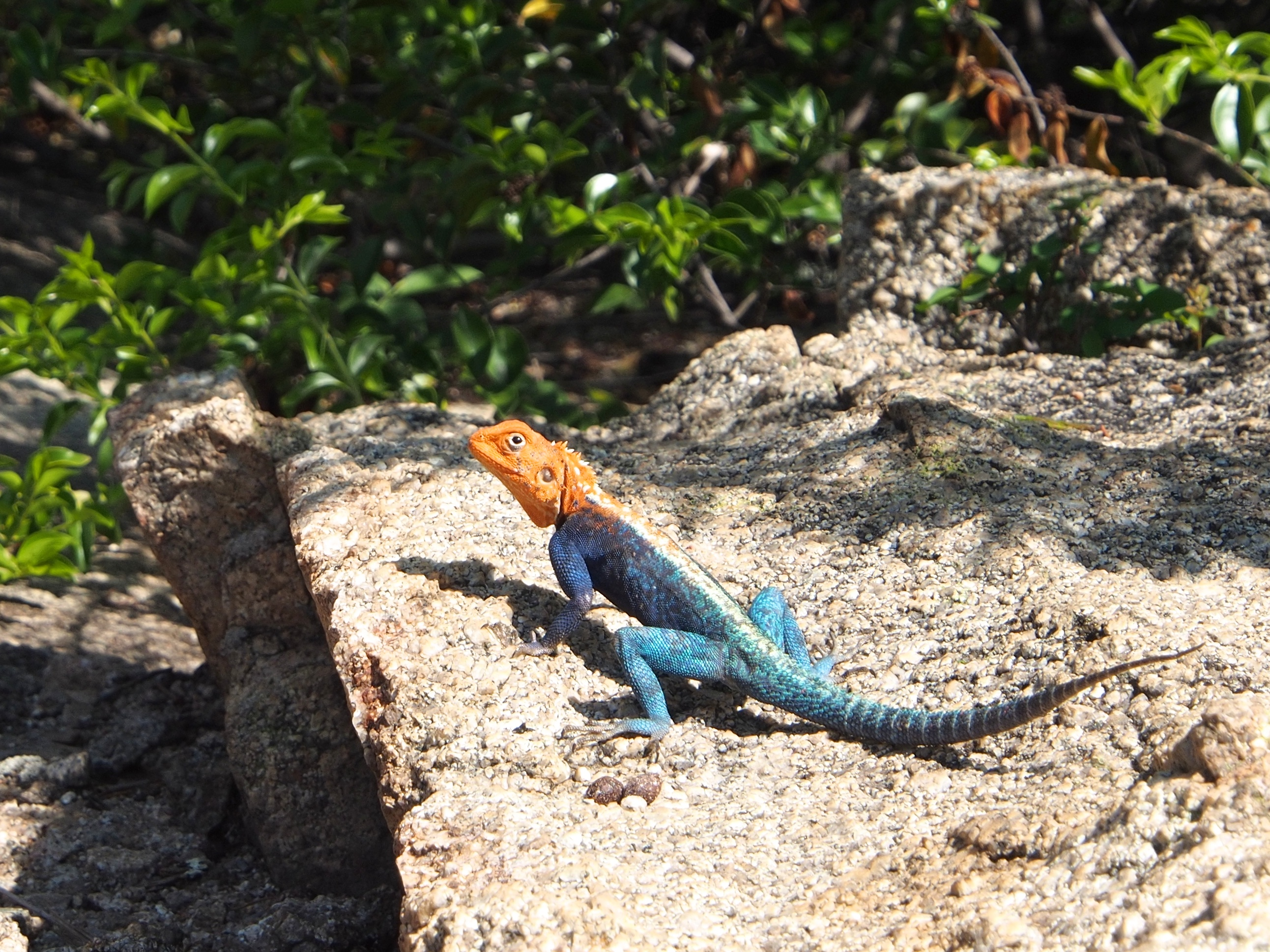
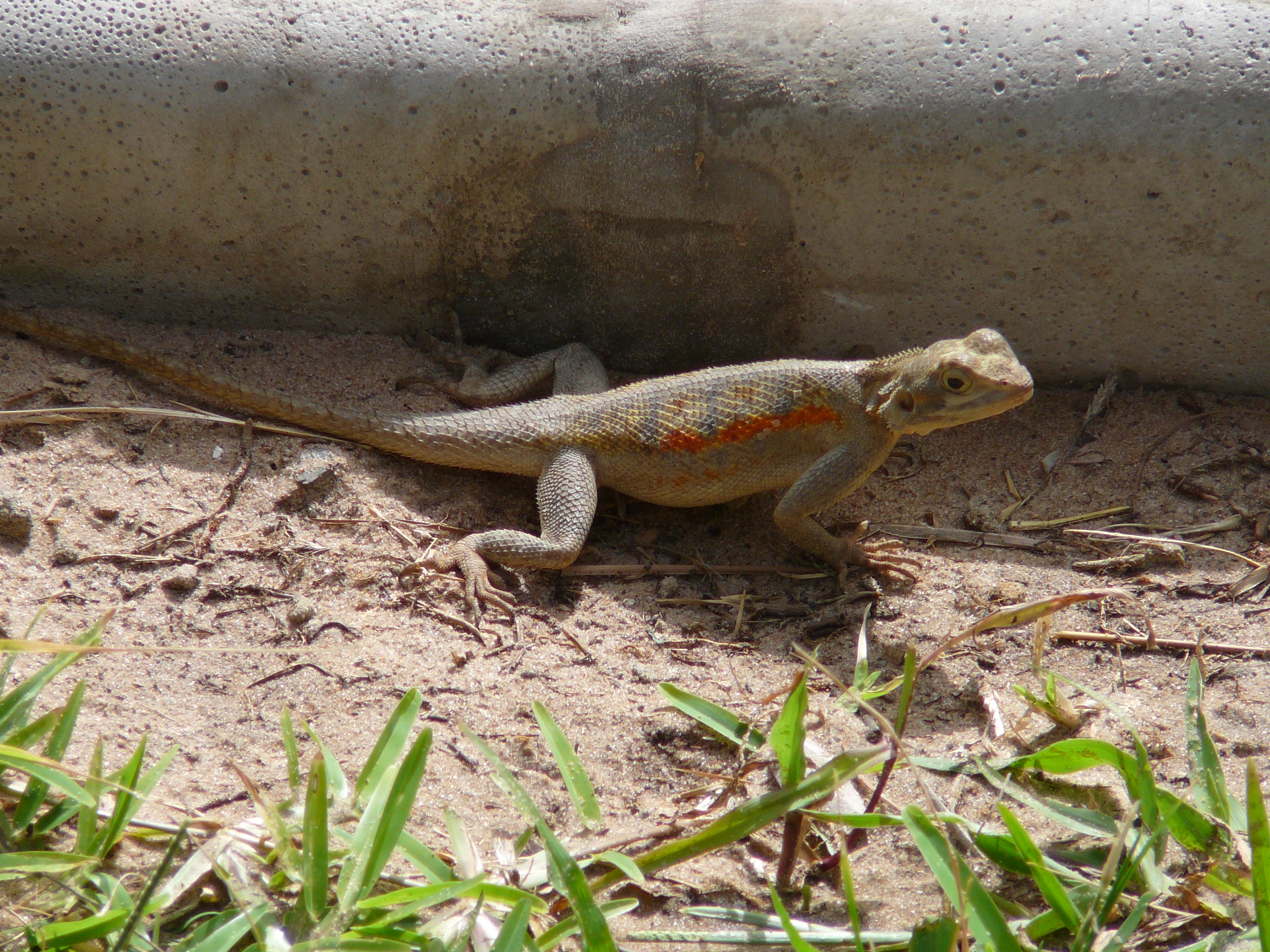
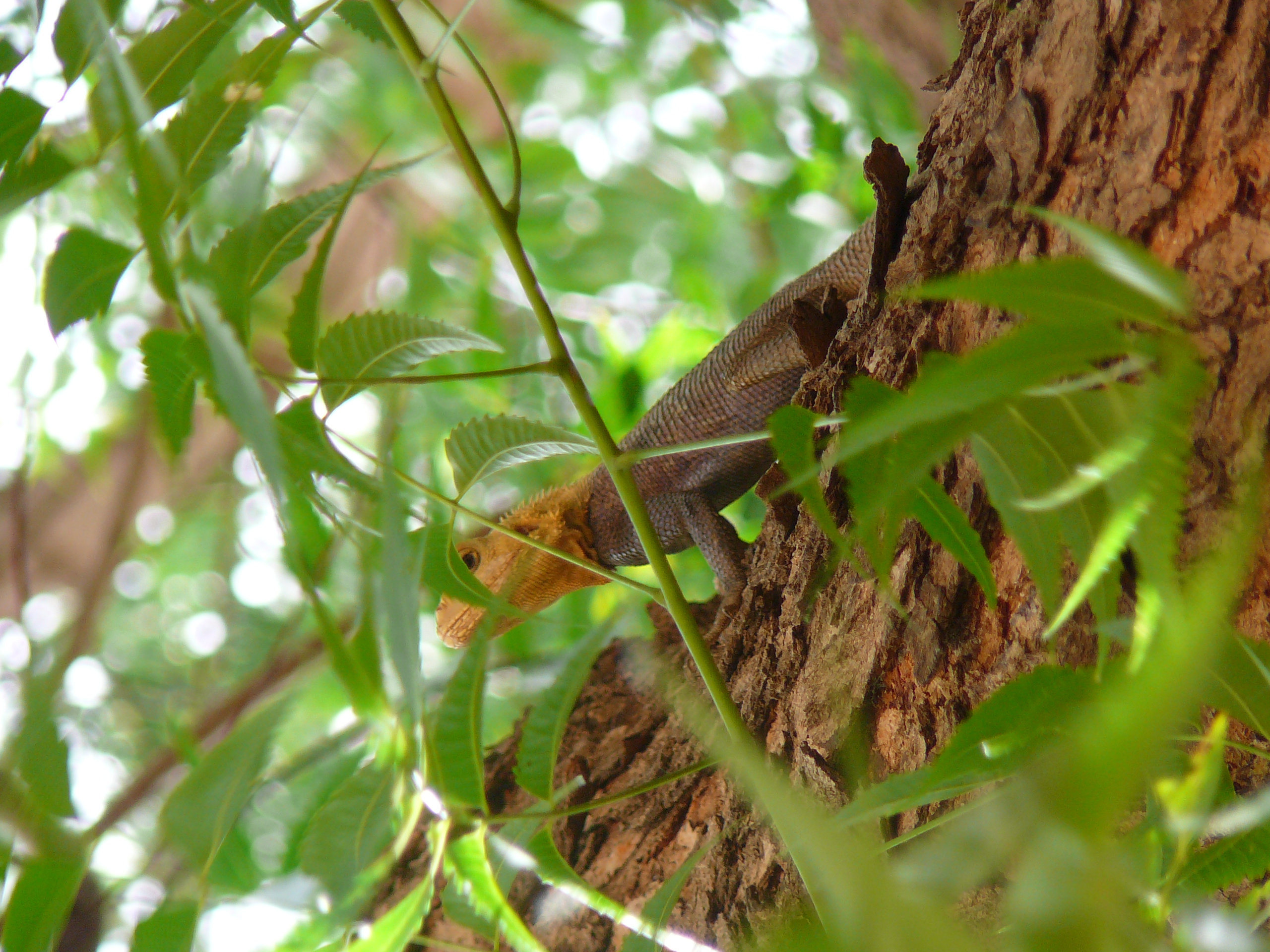